# Middlesex (Eugenides)
Middlesex ist ein Roman von Jeffrey Eugenides (* 1960). Er erschien im Jahr 2002, erhielt 2003 den Pulitzer-Preis und wurde 2015 in die BBC-Auswahl der besten 20 Romane von 2000 bis 2014 aufgenommen.

## Inhalt
Calliope/Cal Stephanides, die (fiktive) hermaphrodite Hauptfigur, erzählt ihre Lebens- und Familiengeschichte.
Durch die Schilderung der Vergangenheit erlebt der Leser aus der Perspektive einer „typischen“ Immigrantenfamilie historische Ereignisse wie den Brand von Smyrna und Meilensteine der amerikanischen Geschichte, etwa wenn Cals Großvater Lefty in einer Ford-Fabrik arbeitet oder während der Prohibition eine illegale Bar betreibt. Jahre später verteidigt Cals Vater Milton sein Lokal während der Rassenunruhen von Detroit und steigt später zum erfolgreichen Geschäftsmann auf.
Die Erzählung ist eingebettet in eine Rahmenhandlung: Cal ist 41 Jahre alt und arbeitet als Diplomat an der US-Botschaft in Berlin. Dort lernt er eine Fotografin kennen und verliebt sich in sie. Jedoch hat er Schwierigkeiten, sich voll auf die Beziehung einzulassen, da er keine eindeutigen männlichen Geschlechtsmerkmale hat. Erst am Ende des Buches lüftet er sein Geheimnis gegenüber seiner Geliebten, die ihn in seiner Identität akzeptiert und die Beziehung aufrechterhält.
Die Schilderung der Familiengeschichte setzt kurz nach dem Ersten Weltkrieg ein. Die griechischen Geschwister Desdemona und Eleutherios „Lefty“ Stephanides leben nach dem Tod ihrer Eltern allein auf der Seidenfarm der Familie im Westen der Türkei. Aufgrund ihrer Isolierung entwickelt sich eine inzestuöse Bindung, der sie aber erst nachgeben, als sie 1922 im Griechisch-Türkischen Krieg flüchten müssen. Sie ergreifen die Gelegenheit, sich fiktive Biographien zuzulegen. Auf der Überfahrt nach Amerika inszenieren sie ein langsames Kennenlernen und heiraten schließlich noch auf dem Schiff.
In Amerika kommen sie bei ihrer Cousine Sourmelina (Lina) in Detroit unter. Desdemona bringt, von Gewissensbissen gepeinigt, zwei gesunde Kinder, Milton und Zoë, zur Welt. Als Heranwachsender verliebt sich Milton in die Tochter Linas, Tessie. Desdemona versucht diese Beziehung zu vereiteln, scheitert aber, da sie ihre wahren Beweggründe, den Inzest, nach wie vor verheimlicht. 
Aus der Verbindung von Milton und Tessie entsteht ein Sohn, Pleitegeier („Chapter Eleven“ in der amerikanischen Version – Chapter 11 ist das Gesetz, unter dessen Schutz ein vom Bankrott bedrohtes Unternehmen sich unter gerichtlicher Aufsicht sanieren kann. Der Spitzname, der zwar im Buch nie erklärt wird, aber wahrscheinlich daher rührt, dass das Familienunternehmen unter seiner Führung pleitegeht). Die vermeintliche, zweitgeborene Tochter Calliope aber ist aufgrund einer Mutation des Gens der 5α-Reduktase ein Pseudohermaphrodit oder Intersexueller. 
Eugenides schildert Calliopes Aufwachsen sehr sensibel, lässt den Erwachsenen Cal seine Geschichte erzählen. Calliope spürte zwar, dass etwas an ihr anders war, jedoch kann erst Cal ihre Gefühle richtig interpretieren. Als Kind bemerkt sie an sich selbst zwar eine leichte Andersartigkeit, wirkt nach außen hin aber wie ein gut angepasstes Mädchen. Erst in der Pubertät wird diese Andersartigkeit zum Problem. Eine flüchtige sexuelle Erfahrung mit einem Jungen endet, ohne dass er ihr Geheimnis entdeckt. Sie liebt eigentlich seine Schwester, die im Buch in einer Anspielung auf einen Film von Luis Bunuel (Dieses obskure Objekt der Begierde, 1977) als obskures Objekt bezeichnet wird. Mit dieser entspinnt sich eine pubertär-lesbische Affäre.
Nach einem Verkehrsunfall bemerkt ein Ambulanzarzt ihr Geheimnis und verweist sie an einen Spezialisten in New York. Kurz vor der Operation, die sie endgültig zur Frau machen soll, erlangt sie zufällig Einblick in ihre Krankenakte. Sie liest dort, dass sie eigentlich von den genetischen Anlagen her ein Junge ist. Calliope flüchtet vor den Eltern und dem Eingriff, nimmt eine männliche Identität an und nennt sich fortan Cal. Nach Ausreißererfahrungen in San Francisco findet die Hauptfigur wieder zu ihrer Familie zurück.

## Interpretation
Neben der Geschichte von Cal/Calliope wird der Frage nach der Prägung eines Menschen viel Raum gewidmet. Es wird darüber nachgedacht, ob der Mensch stärker durch seine vererbten Gene oder durch seine Erziehung geprägt wird. Die Unterscheidung zwischen gender (gesellschaftlich) und sex (biologisch), im Deutschen beides „Geschlecht“, wird für das Selbstverständnis von Cal wichtig. Dem gender und der Erziehung nach ist Cal ein Mädchen und bleibt das in gewisser Weise ein Leben lang. Den sex wechselt Calliope in der Pubertät und wird zu Cal. Trotz dieser totalen biologischen Veränderung bleibt er/sie jedoch sozial der Mensch, der er/sie für Mutter, Bruder und Großmutter schon immer war. Ihre eigene Identität findet sie, indem sie sich so akzeptiert, wie sie/er ist: als (Pseudo-)Hermaphrodit.

## Sozialkritik
Die Integration der griechischstämmigen Mitbürger in die US-Gesellschaft ist trotz ihrer Versuche zur Assimilation nicht perfekt. Als die Familie Stephanides ein neues Haus in dem Detroiter Vorort Grosse Pointe kaufen will, kann sie nur ein ansonsten schwer verkäufliches Anwesen kaufen, die Angebote für andere Häuser werden kurz vor dem Zustandekommen des Vertrages durch den Makler zurückgezogen. Callie wird auf eine Mädchen-Privatschule geschickt, um – nach Aufhebung der Rassentrennung in den Detroiter Schulen – nicht mit schwarzen Kindern auf eine Schule gehen zu müssen. Auf der (weißen) Privatschule, auf die Callie geschickt wird, herrscht eine klare Hierarchie: Die Schülerinnen aus Familien, die schon seit Generationen in den USA leben, stehen an der Spitze der Hierarchie. 
Zu Miltons Begräbnis kommen ausschließlich Familienmitglieder, noch nicht einmal seine Geschäftspartner sind anwesend.

## Autobiographische Anklänge
Wie Cal hat auch Jeffrey Eugenides einen griechisch-amerikanischen Hintergrund. Auch der Autor lebte einige Zeit in Berlin, und seine Frau hat wie die Freundin Cals einen japanischen Namen und arbeitet als Fotografin.

## Ausgaben
- Middlesex. Farrar, Straus and Giroux, New York 2002, ISBN 0-374-19969-8
- Middlesex. Aus dem Amerikanischen von Cornelia C. Walter und Eike Schönfeld. Rowohlt, Reinbek bei Hamburg 2003, ISBN 3-498-01670-9